# Ruschiella
Ruschiella är ett släkte av isörtsväxter. Ruschiella ingår i familjen isörtsväxter.
Kladogram enligt Catalogue of Life:
| Ruschiella | \| \| Ruschiella argentea \| \| \| \| \| \| Ruschiella cedrimontana \| \| \| \| \| \| Ruschiella henricii \| \| \| \| \| \| Ruschiella lunulata \| \| \| \| |
|            | \| \| Ruschiella argentea \| \| \| \| \| \| Ruschiella cedrimontana \| \| \| \| \| \| Ruschiella henricii \| \| \| \| \| \| Ruschiella lunulata \| \| \| \| |
|            | Ruschiella argentea |
|            | |
|            | Ruschiella cedrimontana |
|            | |
|            | Ruschiella henricii |
|            | |
|            | Ruschiella lunulata |
|            | |